# María Pe Pereira
María Pe Pereira (Burgos, 1981) és una matemàtica, investigadora i professora universitària espanyola. Fou la primera dona a rebre el Premi José Luis Rubio de Francia, atorgat per la Reial Societat Matemàtica Espanyola, que reconeix la seva trajectòria investigadora.

## Trajectòria
Pe va néixer a Burgos l'any 1981. Es va llicenciar en Matemàtiques a la Universitat Complutense de Madrid on s'hi va doctorar el 2011. La seva tesi doctoral, dirigida per Javier Fernández de Bobadilla, resolia de manera unificada el problema plantejat el 1968 pel matemàtic i Premi Nobel d'Economia, John Forbes Nash, per a singularitats de superfície quocient. Pe hi introduïa tècniques i enfocaments nous, que poden emprar-se en contextos més generals. El resultat es va publicar el 2012 a Annals of Mathematics, una de les revistes de referència de l'àmbit matemàtic.
L'any 2012 va esdevenir investigadora postdoctoral a l'Institut de Matemàtiques del Campus de Jussieu, a París i investigadora convidada de la Universitat de Lille. Un any després es va incorporar a l'Institut de Ciències Matemàtiques, també com a investigadora postdoctoral.
És investigadora i professora del departament d'Àlgebra, Geometria i Topologia de la Facultat de Matemàtiques de la Universitat Complutense de Madrid i membre de l'Institut de Matemàtica Interdisciplinària, de la mateixa institució.
El 2013 va ser conferenciant plenària al congrés biennal RSME2013, celebrat a Santiago de Compostel·la.

## Reconeixements
L'any 1998 va obtenir la medalla d'or en l'Olimpíada Matemàtica Espanyola i un any després va aconseguir la de bronze. El 2012 va ser distingida amb el Premi José Luis Rubio de França de la Reial Societat Matemàtica Espanyola, que reconeix i promou la trajectòria investigadora dels joves matemàtics menors de 32 anys. El premi, patrocinat per la Universitat de Saragossa i la Universitat Autònoma de Madrid, l'atorgava per un jurat internacional, presidit per Jesús Bastero. Va ser la primera dona a obtenir aquest reconeixement i l'única fins a l'edició de 2019, en què la guanyadora va ser la matemàtica María Ángeles García Ferrero.